# قراءات شاذة
القراءات الشاذة عند علماء القراءات هي مقابل القراءات المتواترة.

## القراءات الشاذة
المراد بها في علم القراءات: ما فقد ركنا أو أكثر من الأركان الثلاثة التي يتحقق بها قبول القراءة.
وقد اختلفت تعريفات العلماء للقراءات الشاذة وفق وجود هذه الأركان أو عدمها.
قال السيوطي: الشاذ وهو ما لم يصح سنده. كما عرفت القراءة الشاذة بأنها: القراءة التي صح سندها ووافقت اللغة العربية ولو بوجه وخالفت المصحف.
وممن اعتمد أن الشاذ ما خالف رسم المصحف مع صحة السند: ابن تيمية، وابن الجزري، ومكي القيسي، وأبو شامة المقدسي.
وعرفت بأنها كل قراءة وافقت العربية ولو بوجه، ووافقت أحد المصاحف العثمانية ولو احتمالا، ولم يتواتر سندها.
وهذا التعريف الأخير، هو التعريف الذي ينطبق على الشواذ الواردة عن القراء العشرة رواة المتواتر، إلا فيما ندر مما نسب إليهم مما يخالف أحد المصاحف العثمانية، ولعله غير صحيح النسبة إليهم، للعلم بعلو كعبهم في علم اللغة، فلم يرد عنهم ما يمكن أن يقال: إنه لحن في اللغة وهو كثير عن غيرهم، غير إنه نسب إلى بعضهم في مواضع نادرة ما خالف الرسم العثماني، وهو ما لا يسلم بصحة نسبته إليهم، كون اختياراتهم فيما يعتقدون أنه قرآن؛ فلا يعقل ذلك من وجهين؛ الأول: إنه لا يغيب عنهم أن ماخالف الرسم خارج عن الوحي الإلهي فلا يقرؤون به ولا يقرؤونه. الثاني: كونه على خلاف الغالب الأعم فيما يروى عنهم حتى شاذا؛ فلا تسلم صحته عنهم.

## أنواع القراءات الشاذة
أولاً:أنواع القراءات الشاذة من حيث وجه الشذوذ
- القراءات التي لم يثبت نقلها.
- القراءات التي ثبت نقلها لكنها لم تتواتر
- القراءات التي خالفت رسم المصحف
- القراءات التي لا وجه لها في اللغة العربية

ثانياً:أنواع القراءات الشاذة من حيث التصنيف:
- القراءات الشاذة الواردة عن القراء الأربعة، وهؤلاء أشهرهم ابن الجزري، فظن كثيرون أن الشواذ مقتصرة عليهم خصوصا في العصر الحاضر.
- القراءات الشاذة الواردة عن القراء العشرة، وهؤلاء اشتهروا بالقراءات المتواترة فقط، وقد جمع د.مجتبى الكناني القراءات الشاذة عنهم مؤخرا في معجم خاص.
- القراءات الشاذة الواردة عن الصحابة الكرام، وهذه لم تجمع في مصنف إلى يومنا هذا.
- القراءات الشاذة الواردة في الكتب والمصنفات والتي لها رواية وإسناد، وهي مبثوثة في كتب التراث الإسلامي.
- القراءات الشاذة التي ليس لها إسناد، لم تجمع ولم تفرد في مصنف إلى الآن

إذا فالقراءات الشاذة أنواع عديدة بحسب وجه الشذوذ فيها، وعد من الشاذ ما صح سنده ووافق اللغة والرسم، إذا لم يتواتر نقله أو لم يقع عليه اختيار علماء الشأن، كما نص على ذلك ابن الجزري.
لذلك فإن واحد من التعريفات المذكورة قي القراءات الشاذة هو ما اختاره جمهور العلماء في إطلاق الشذوذ على القراءة. وهو ما ينص على أن القراءات الشاذة كل قراءة وافقت العربية ووافقت أحد المصاحف العثمانية ولم يتواتر سندها. فقولهم لم يتواتر سندها يفيد صحة اسنادها لكنها لم تبلغ التواتر.
وعليه؛ فإن الشذوذ في القراءات الشاذة الواردة عن القراء العشرة على الخصوص؛ هو في عدم تواترها فقط، وليس من أي وجه آخر، فهي صحيحة السند؛ لذلك نقلوها وقرؤوا بها وأقرؤوها، غير أن الصحة وحدها لا تكفي في ثبوت القراءة ودخولها في مسمى القرآن، هذا لا من حيث هي، بل هو ما اصطلح عليه العلماء، وأجمعت عليه الأمة بعد ذلك وتلقته بالقبول خلفا عن سلف، وهو ما هيأ الله عز وجل له الانتشار ولغيره الاندثار. وإلا فلربما كان من هذه الشواذ صحيحة السند، ما هو قرآن قبل هذا الإجماع.

## تعريفالقراءات الشاذة الواردة عن القراء العشرة
وبناء على ما سبق يمكن تعريف القراءات الشاذة الواردة عن القراء العشرة: بأنها القراءات التي جمعت بين صحة السند وضبط المصحف العثماني وفصاحة اللغة ونقلت عن القراء العشرة رواة القراءات المتواترة.

## سبب تسميتها بالشاذة
ولعل السبب في تسميتها بالقراءة الشاذة يعود إلى أنها شذت عن الطريق الذي نقل به القرآن؛ حيث نقل بمعظم حروفه نقلا متواترا.
وهو ما نص عليه ابن الجزري؛ قال: «شذت عن رسم المصحف المجمع عليه وإن كان إسنادها صحيحا».
ثم أدخل فيه ما خرج عن القراءات العشر بعد الإجماع عليها، فكان منه ما وافق الرسم واللغة وصح سنده غير أنه لم يكن من جملة ما اختاره علماء الشأن ـ أي علماء القراءات ـ فعد من الشاذ بناء على ذلك.

## انظر ايضاً
- قراءة أبي بن كعب
- قراءة ابن محيصن
- قراءة الأعمش
- قراءة الحسن البصري
- قراءة يحيى اليزيدي
- البدور الزاهرة في القراءات العشر المتواترة (كتاب)